# Rinorea oblongifolia
Rinorea oblongifolia là một loài thực vật có hoa trong họ Hoa tím. Loài này được (C.H.Wright) C.Marquand ex Chipp miêu tả khoa học đầu tiên năm 1923.